# Пневмоконіоз
Пневмоконіоз (англ. pneumoconiosis, blacklung disease, dust disease, нім. Pneumokoniose f, Staublunge f) — хронічне захворювання легенів, яке розвивається внаслідок тривалого вдихання та відкладання в легенях пилу і характеризується розвитком дифузного фіброзу.

## Загальний опис
Пневмоконіоз — невиліковне і незворотнє захворювання, і єдиний спосіб захисту від нього — запобігання вдихання пилу.
На сьогодні існує точніше визначення, відповідно до якого пневмоконіоз — це хронічний дифузний пневмоніт, що є наслідком вдихання виробничого пилу та характеризується розвитком фіброзу легенів.
Відмінною здатністю більшості пневмоконіозів є тривала відсутність суб'єктивних і об'єктивних клінічних проявів захворювання при поступово розвивається фіброзі. Розвиток пневмоконіозу можливий й через 10-20 років після припинення роботи в умовах нетривалого (до 5 років) впливу високих концентрацій. Слід зазначити, що специфічних методів лікування пневмоконіозів немає
У зв'язку з відсутністю ефективних патогенетичних методів лікування пневмоконіозів основну увагу слід приділяти лікувально-профілактичним заходам, які можуть сприяти зменшенню осадження пилу в легенях, його виведенню

## Класифікація
Основні види пневмоконіозу: силікоз, силікатоз, антракоз легень тощо. Ззустрічається у працівників вугільної, гірничорудної, металургійної, машинобудівної та інших галузей промисловості.
1. Силікоз — пневмоконіоз, зумовлений впливом пилу, який містить вільний силіцію (IV) оксид.
2. Силікатози — пневмоконіози (каоліноз, азбестоз, талькоз, олівіноз, цементний, слюдяний пневмоконіози тощо), які розвиваються внаслідок дії пилу мінералів, що містять силіцію (IV) оксид у зв'язаному стані з різними елементами: алюмінієм, магнієм, залізом, кальцієм тощо.
3. Карбоконіози — пневмоконіози, які є наслідком дії вуглецевого пилу: кам'яного вугілля, коксу, графіту, сажі (антракоз, графітоз, сажовий пневмоконіоз тощо).
  - Антракоз легень
4. Металоконіози — пневмоконіози, зумовлені дією пилу металів: заліза, алюмінію, олова, марганцю тощо (сидероз, алюміноз, станоз, манганоконіоз тощо).
5. Пневмоконіози від дії змішаного пилу.
  - Пневмоконіози, зумовлені дією пилу, який має в своєму складі значну кількість вільного силіцію (IV) оксиду (від 10 % і більше), наприклад антракосилікоз, сидеросилікоз, силікосилікатоз.
  - Пневмоконіози, зумовлені впливом змішаного пилу, який не має в своєму складі вільного силіцію (IV) оксиду або з малим його вмістом (до 5—10 %), наприклад пневмоконіоз електро-зварювальників, шліфувальників.
6. Пневмоконіози від дії органічного пилу:
  - бісиноз (від пилу бавовни та льону), багасоз (від пилу цукрової тростини) тощо.

Частим є на тлі пневмоконіозів розвиток туберкульозу легень.

## Пилонебезпека
Найбільш шкідливими є частинки крупністю 1 — 5 мкм, які при потраплянні у легені сприяють ущільненню легеневої тканини і виникненню пневмоконіозу. Найбільш шкідливий у цьому відношенні кварцовий пил з вмістом SiO2 понад 10 %. Людина, яка працює протягом 10 і більше років у середовищі вугільного пилу може захворіти одним з різновидів пневмоконіозу — антракозом.
Для визначення вмісту пилу в повітрі використовують методи коніметрії — вимірювання кількості дрібнодисперсних часточок у газах.